# Negreta de pit castany
La negreta de pit castany (Nigrita bicolor) és una espècie d'estríldids que habita els boscos a les terres baixes tropicals i subtropicals d'Angola, Benín, Camerun, República Centreafricana, República del Congo, República Democràtica del Congo, Côte d'Ivoire, Guinea Equatorial, el Gabon, Gàmbia, Ghana, Guinea, Guinea Bissau, Libèria, Mali, Nigèria, São Tomé i Príncipe, Senegal, Sierra Leone, Togo i Uganda.
El seu estatus de conservació s'ha avaluat com de baixa preocupació (LC).